# Volta a Catalunya de 2022
La Volta a Catalunya de 2022 fou la 101a edició de la Volta a Catalunya. La cursa es disputà entre el 21 i el 27 de març de 2022 en set etapes i formà part de l'UCI World Tour 2022.
El recorregut de la prova presentava dues grans novetats. D'una banda, després de nou edicions, la seu del Gran Inici deixava de ser Calella i passava a ser Sant Feliu de Guíxols. De l'altra, la cursa tornava a la capital de la Catalunya Nord, Perpinyà, per on no passava des del 1955. La ciutat fou la seu d'un final d'etapa i de l'inici de la següent.
La cursa es va decidir en la sisena etapa, quan un atac del colombià Sergio Higuita García (Bora-Hansgrohe) i l'equatorià Richard Carapaz (Ineos Grenadiers) a falta de més de 100 quilòmetres per a la fi de l'etapa va provocar un canvi total a la general. El portuguès João Almeida (UAE Team Emirates) completà el podi.

## Equips participants
L'organització va fer públic els set equips convidats el 14 de gener de 2022, tots ells de categoria UCI ProTeam. L'Alpecin-Fenix, en tant que fou el millor equip de la segona divisió d'equips del 2021, hi tenia plaça reservada si hi volia assistir; però declinà competir-hi. L'equip rus Gazprom-RusVelo també hi havia estat convidat; però fou suspès per la Unió Ciclista Internacional a conseqüència de la invasió russa d'Ucraïna.
| WorldTeams (18)- AG2R Citroën Team - Astana Qazaqstan Team - Bahrain Victorious - Bora-Hansgrohe - Cofidis - EF Education-EasyPost - Groupama-FDJ - Ineos Grenadiers - Intermarché-Wanty-Gobert Matériaux - Israel-Premier Tech - Jumbo-Visma - Lotto-Soudal - Movistar Team - Quick-Step Alpha Vinyl - BikeExchange-Jayco - Team DSM - Trek-Segafredo - UAE Team Emirates ProTeams (6)- Arkéa-Samsic - Burgos-BH - Caja Rural-Seguros RGA - Euskaltel-Euskadi - Equipo Kern Pharma - Uno-X Pro Cycling Team |
| |

## Etapes
| Etapa    | Data       | Ciutats d'etapa                               | type                    | Distància (km) | Desnivell (m) | Vencedor de l'etapa        | Líder de la general   |
| -------- | ---------- | --------------------------------------------- | ----------------------- | -------------- | ------------- | -------------------------- | --------------------- |
| 1a etapa | 21 de març | Sant Feliu de Guíxols – Sant Feliu de Guíxols | etapa plana             | 171            | 1.968 m       | Michael Matthews           | Michael Matthews      |
| 2a etapa | 22 de març | Escala, L' – Perpinyà                         | etapa plana             | 202,5          | 2.404 m       | Kaden Groves               | Jonas Hem Hvideberg   |
| 3a etapa | 23 de març | Perpinyà – La Molina                          | etapa de muntanya       | 161,1          | 3.486 m       | Ben O'Connor               | Ben O'Connor          |
| 4a etapa | 24 de març | Seu d'Urgell, La – Estació d'esquí Boí-Taüll  | etapa de muntanya       | 166,5          | 3.400 m       | João Almeida               | Nairo Quintana Rojas  |
| 5a etapa | 25 de març | Pobla de Segur, La – Vilanova i la Geltrú     | etapa plana             | 206            | 2.760 m       | Ethan Vernon               | João Almeida          |
| 6a etapa | 26 de març | Salou – Cambrils                              | etapa de mitja muntanya | 167,5          | 3.014 m       | Richard Carapaz Montenegro | Sergio Higuita García |
| 7a etapa | 27 de març | Barcelona – Barcelona                         | etapa de mitja muntanya | 138,5          | 2.337 m       | Andrea Bagioli             | Sergio Higuita García |

### Etapa 1
Sant Feliu de Guíxols - Sant Feliu de Guíxols. 21 de març de 2022. 172,2 km
Després de 9 edicions iniciant la Volta des de Calella, Sant Feliu de Guíxols prengué el relleu com la ciutat organitzadora del Gran Inici de la cursa. La primera etapa tingué 172,2 quilòmetres amb sortida i arribada a la localitat de la Costa Brava i amb el pas per les Gavarres.
L'etapa va estar marcada per la presència del vent, circumstància que el BikeExchange-Jayco va aprofitar després del pas del pilot per l'Escala per accelerar el ritme i dividir-lo en diversos grups. El Movistar va assumir la persecució i va aconseguir reagrupar-se a falta de 50 quilòmetres per l'arribada a Sant Feliu de Guíxols, on l'australià Michael Matthews es va imposar a l'italià Sonny Colbrelli a l'esprint final. L'italià es va desmaiar just arribar i va haver de rebre un massatge cardíac i ser traslladat a l'hospital Josep Trueta de Girona.
| \| Classificació de l'etapa \| Classificació de l'etapa \| Classificació de l'etapa \| Classificació de l'etapa \| Classificació de l'etapa \| \| Corredor \| Corredor \| Equip \| Temps \| \| \| ------------------------ \| ------------------------ \| ------------------------ \| ------------------------ \| ------------------------ \| \| 1r \| Michael Matthews \| Team BikeExchange-Jayco \| 3h 47' 11" \| \| \| 2n \| Sonny Colbrelli \| Bahrain Victorious \| + 0" \| \| \| 3r \| Quentin Pacher \| Groupama-FDJ \| + 0" \| \| \| 4t \| Andrea Bagioli \| Quick-Step Alpha Vinyl \| + 0" \| \| \| 5è \| Sergio Higuita García \| Bora-Hansgrohe \| + 0" \| \| \| 6è \| Mattias Skjelmose \| Trek-Segafredo \| + 0" \| \| \| 7è \| Simon Clarke \| Israel-Premier Tech \| + 0" \| \| \| 8è \| Eduard Prades i Reverter \| Caja Rural-Seguros RGA \| + 0" \| \| \| 9è \| Hugo Hofstetter \| Arkéa-Samsic \| + 0" \| \| \| 10è \| Attila Valter \| Groupama-FDJ \| + 0" \| \| |                          |                         |            |
| |                          |                         |            |
| Font: ProCyclingStats |                          |                         |            |
| Classificació de l'etapa |                          |                         |            |
| Corredor | Corredor                 | Equip                   | Temps      |
| 1r | Michael Matthews         | Team BikeExchange-Jayco | 3h 47' 11" |
| 2n | Sonny Colbrelli          | Bahrain Victorious      | + 0"       |
| 3r | Quentin Pacher           | Groupama-FDJ            | + 0"       |
| 4t | Andrea Bagioli           | Quick-Step Alpha Vinyl  | + 0"       |
| 5è | Sergio Higuita García    | Bora-Hansgrohe          | + 0"       |
| 6è | Mattias Skjelmose        | Trek-Segafredo          | + 0"       |
| 7è | Simon Clarke             | Israel-Premier Tech     | + 0"       |
| 8è | Eduard Prades i Reverter | Caja Rural-Seguros RGA  | + 0"       |
| 9è | Hugo Hofstetter          | Arkéa-Samsic            | + 0"       |
| 10è | Attila Valter            | Groupama-FDJ            | + 0"       |

| \| Classificació general \| Classificació general \| Classificació general \| Classificació general \| Classificació general \| \| Corredor \| Corredor \| Equip \| Temps \| \| \| --------------------- \| ------------------------ \| ----------------------- \| --------------------- \| --------------------- \| \| 1r \| Michael Matthews \| Team BikeExchange-Jayco \| 3h 47' 01" \| \| \| 2n \| Sonny Colbrelli \| Bahrain Victorious \| + 4" \| \| \| 3r \| Jonas Hem Hvideberg \| Team DSM \| + 4" \| \| \| 4t \| Quentin Pacher \| Groupama-FDJ \| + 6" \| \| \| 5è \| Andrea Bagioli \| Quick-Step Alpha Vinyl \| + 10" \| \| \| 6è \| Sergio Higuita García \| Bora-Hansgrohe \| + 10" \| \| \| 7è \| Mattias Skjelmose \| Trek-Segafredo \| + 10" \| \| \| 8è \| Simon Clarke \| Israel-Premier Tech \| + 10" \| \| \| 9è \| Eduard Prades i Reverter \| Caja Rural-Seguros RGA \| + 10" \| \| \| 10è \| Attila Valter \| Groupama-FDJ \| + 10" \| \| |                          |                         |            |
| |                          |                         |            |
| Font: ProCyclingStats |                          |                         |            |
| Classificació general |                          |                         |            |
| Corredor | Corredor                 | Equip                   | Temps      |
| 1r | Michael Matthews         | Team BikeExchange-Jayco | 3h 47' 01" |
| 2n | Sonny Colbrelli          | Bahrain Victorious      | + 4"       |
| 3r | Jonas Hem Hvideberg      | Team DSM                | + 4"       |
| 4t | Quentin Pacher           | Groupama-FDJ            | + 6"       |
| 5è | Andrea Bagioli           | Quick-Step Alpha Vinyl  | + 10"      |
| 6è | Sergio Higuita García    | Bora-Hansgrohe          | + 10"      |
| 7è | Mattias Skjelmose        | Trek-Segafredo          | + 10"      |
| 8è | Simon Clarke             | Israel-Premier Tech     | + 10"      |
| 9è | Eduard Prades i Reverter | Caja Rural-Seguros RGA  | + 10"      |
| 10è | Attila Valter            | Groupama-FDJ            | + 10"      |

### Etapa 2
L'Escala - Perpinyà. 22 de març de 2022. 202,4 km
Aquesta etapa suposava l'estrena de L'Escala a la Volta i el retorn a la Catalunya Nord i a Perpinyà, on no acabava ni començava cap etapa des de 1955.
L’olotí Adrià Moreno (Burgos BH), el noruec Jonas Iversby Hvideberg (DSM) i el valencià Joan Bou (Euskaltel) van escapar-se al quilòmetre 10 i, tot i arribar a tenir més de 5 minuts de marge, foren atrapats pel pilot a falta de 30 quilòmetres per l'arribada, on l'australià Kaden Groves es va imposar a l'esprint, aprofitant la tasca del seu company d'equip i anterior líder de la Volta, Michael Matthews.
| \| Classificació de l'etapa \| Classificació de l'etapa \| Classificació de l'etapa \| Classificació de l'etapa \| Classificació de l'etapa \| \| Corredor \| Corredor \| Equip \| Temps \| \| \| ------------------------ \| -------------------------- \| ------------------------ \| ------------------------ \| ------------------------ \| \| 1r \| Kaden Groves \| Team BikeExchange-Jayco \| 4h 44' 28" \| \| \| 2n \| Phil Bauhaus \| Bahrain Victorious \| + 0" \| \| \| 3r \| Hugo Hofstetter \| Arkéa-Samsic \| + 0" \| \| \| 4t \| Ethan Vernon \| Quick-Step Alpha Vinyl \| + 0" \| \| \| 5è \| Sebastián Molano Benavides \| UAE Team Emirates \| + 0" \| \| \| 6è \| Manuel Peñalver \| Burgos-BH \| + 0" \| \| \| 7è \| Michael Matthews \| Team BikeExchange-Jayco \| + 0" \| \| \| 8è \| Steven Kruijswijk \| Jumbo-Visma \| + 0" \| \| \| 9è \| Henri Vandenabeele \| Team DSM \| + 0" \| \| \| 10è \| Mattias Skjelmose \| Trek-Segafredo \| + 0" \| \| |                            |                         |            |
| |                            |                         |            |
| Font: ProCyclingStats |                            |                         |            |
| Classificació de l'etapa |                            |                         |            |
| Corredor | Corredor                   | Equip                   | Temps      |
| 1r | Kaden Groves               | Team BikeExchange-Jayco | 4h 44' 28" |
| 2n | Phil Bauhaus               | Bahrain Victorious      | + 0"       |
| 3r | Hugo Hofstetter            | Arkéa-Samsic            | + 0"       |
| 4t | Ethan Vernon               | Quick-Step Alpha Vinyl  | + 0"       |
| 5è | Sebastián Molano Benavides | UAE Team Emirates       | + 0"       |
| 6è | Manuel Peñalver            | Burgos-BH               | + 0"       |
| 7è | Michael Matthews           | Team BikeExchange-Jayco | + 0"       |
| 8è | Steven Kruijswijk          | Jumbo-Visma             | + 0"       |
| 9è | Henri Vandenabeele         | Team DSM                | + 0"       |
| 10è | Mattias Skjelmose          | Trek-Segafredo          | + 0"       |

| \| Classificació general \| Classificació general \| Classificació general \| Classificació general \| Classificació general \| \| Corredor \| Corredor \| Equip \| Temps \| \| \| --------------------- \| -------------------------- \| ---------------------------------- \| --------------------- \| --------------------- \| \| 1r \| Jonas Hem Hvideberg \| Team DSM \| 8h 31' 28" \| \| \| 2n \| Michael Matthews \| Team BikeExchange-Jayco \| + 1" \| \| \| 3r \| Hugo Hofstetter \| Arkéa-Samsic \| + 7" \| \| \| 4t \| Mattias Skjelmose \| Trek-Segafredo \| + 11" \| \| \| 5è \| Sebastián Molano Benavides \| UAE Team Emirates \| + 11" \| \| \| 6è \| Giulio Ciccone \| Trek-Segafredo \| + 11" \| \| \| 7è \| Tobias Halland Johannessen \| Uno-X Pro Cycling Team \| + 11" \| \| \| 8è \| Sergio Higuita García \| Bora-Hansgrohe \| + 11" \| \| \| 9è \| Jan Bakelants \| Intermarché-Wanty-Gobert Matériaux \| + 11" \| \| \| 10è \| Sam Oomen \| Jumbo-Visma \| + 11" \| \| |                            |                                    |            |
| |                            |                                    |            |
| Font: ProCyclingStats |                            |                                    |            |
| Classificació general |                            |                                    |            |
| Corredor | Corredor                   | Equip                              | Temps      |
| 1r | Jonas Hem Hvideberg        | Team DSM                           | 8h 31' 28" |
| 2n | Michael Matthews           | Team BikeExchange-Jayco            | + 1"       |
| 3r | Hugo Hofstetter            | Arkéa-Samsic                       | + 7"       |
| 4t | Mattias Skjelmose          | Trek-Segafredo                     | + 11"      |
| 5è | Sebastián Molano Benavides | UAE Team Emirates                  | + 11"      |
| 6è | Giulio Ciccone             | Trek-Segafredo                     | + 11"      |
| 7è | Tobias Halland Johannessen | Uno-X Pro Cycling Team             | + 11"      |
| 8è | Sergio Higuita García      | Bora-Hansgrohe                     | + 11"      |
| 9è | Jan Bakelants              | Intermarché-Wanty-Gobert Matériaux | + 11"      |
| 10è | Sam Oomen                  | Jumbo-Visma                        | + 11"      |

### Etapa 3
Perpinyà - La Molina. 23 de març de 2022. 161,1 km
La tercera etapa combinava la novetat de la sortida des de Perpinyà amb la tradició recent de l'arribada en alt a La Molina, on la Volta havia tingut un final d'etapa en sis de les anteriors set edicions –des de 2014 totes excepte la de 2021. Abans de l'ascensió a la Molina, els ciclistes van haver de superar dos altres ports de primera categoria, el Montlluís i la Collada de Toses amb un desnivell acumulat de 3.500 metres.
| \| Classificació de l'etapa \| Classificació de l'etapa \| Classificació de l'etapa \| Classificació de l'etapa \| Classificació de l'etapa \| \| Corredor \| Corredor \| Equip \| Temps \| \| \| ------------------------ \| -------------------------- \| ------------------------ \| ------------------------ \| ------------------------ \| \| 1r \| Ben O'Connor \| AG2R Citroën Team \| 4h 12' 51" \| \| \| 2n \| Juan Ayuso Pesquera \| UAE Team Emirates \| + 6" \| \| \| 3r \| Nairo Quintana Rojas \| Arkéa-Samsic \| + 6" \| \| \| 4t \| Sergio Higuita García \| Bora-Hansgrohe \| + 6" \| \| \| 5è \| João Almeida \| UAE Team Emirates \| + 6" \| \| \| 6è \| Wout Poels \| Bahrain Victorious \| + 6" \| \| \| 7è \| Giulio Ciccone \| Trek-Segafredo \| + 6" \| \| \| 8è \| Tobias Halland Johannessen \| Uno-X Pro Cycling Team \| + 6" \| \| \| 9è \| Guillaume Martin \| Cofidis \| + 6" \| \| \| 10è \| Damien Howson \| Team BikeExchange-Jayco \| + 9" \| \| |                            |                         |            |
| |                            |                         |            |
| Font: ProCyclingStats |                            |                         |            |
| Classificació de l'etapa |                            |                         |            |
| Corredor | Corredor                   | Equip                   | Temps      |
| 1r | Ben O'Connor               | AG2R Citroën Team       | 4h 12' 51" |
| 2n | Juan Ayuso Pesquera        | UAE Team Emirates       | + 6"       |
| 3r | Nairo Quintana Rojas       | Arkéa-Samsic            | + 6"       |
| 4t | Sergio Higuita García      | Bora-Hansgrohe          | + 6"       |
| 5è | João Almeida               | UAE Team Emirates       | + 6"       |
| 6è | Wout Poels                 | Bahrain Victorious      | + 6"       |
| 7è | Giulio Ciccone             | Trek-Segafredo          | + 6"       |
| 8è | Tobias Halland Johannessen | Uno-X Pro Cycling Team  | + 6"       |
| 9è | Guillaume Martin           | Cofidis                 | + 6"       |
| 10è | Damien Howson              | Team BikeExchange-Jayco | + 9"       |

| \| Classificació general \| Classificació general \| Classificació general \| Classificació general \| Classificació general \| \| Corredor \| Corredor \| Equip \| Temps \| \| \| --------------------- \| -------------------------- \| ---------------------- \| --------------------- \| --------------------- \| \| 1r \| Ben O'Connor \| AG2R Citroën Team \| 12h 44' 20" \| \| \| 2n \| Juan Ayuso Pesquera \| UAE Team Emirates \| + 10" \| \| \| 3r \| Nairo Quintana Rojas \| Arkéa-Samsic \| + 12" \| \| \| 4t \| Sergio Higuita García \| Bora-Hansgrohe \| + 16" \| \| \| 5è \| Giulio Ciccone \| Trek-Segafredo \| + 16" \| \| \| 6è \| Tobias Halland Johannessen \| Uno-X Pro Cycling Team \| + 16" \| \| \| 7è \| Wout Poels \| Bahrain Victorious \| + 16" \| \| \| 8è \| Guillaume Martin \| Cofidis \| + 16" \| \| \| 9è \| João Almeida \| UAE Team Emirates \| + 16" \| \| \| 10è \| Steven Kruijswijk \| Jumbo-Visma \| + 19" \| \| |                            |                        |             |
| |                            |                        |             |
| Font: ProCyclingStats |                            |                        |             |
| Classificació general |                            |                        |             |
| Corredor | Corredor                   | Equip                  | Temps       |
| 1r | Ben O'Connor               | AG2R Citroën Team      | 12h 44' 20" |
| 2n | Juan Ayuso Pesquera        | UAE Team Emirates      | + 10"       |
| 3r | Nairo Quintana Rojas       | Arkéa-Samsic           | + 12"       |
| 4t | Sergio Higuita García      | Bora-Hansgrohe         | + 16"       |
| 5è | Giulio Ciccone             | Trek-Segafredo         | + 16"       |
| 6è | Tobias Halland Johannessen | Uno-X Pro Cycling Team | + 16"       |
| 7è | Wout Poels                 | Bahrain Victorious     | + 16"       |
| 8è | Guillaume Martin           | Cofidis                | + 16"       |
| 9è | João Almeida               | UAE Team Emirates      | + 16"       |
| 10è | Steven Kruijswijk          | Jumbo-Visma            | + 19"       |

### Etapa 4
La Seu d'Urgell - Boí Taüll. 24 de març de 2022. 166,7 km
La segona etapa de muntanya acabarà a Boí Taüll, estació d'esquí on ja s'havia arribat en sis altres ocasions; però on feia 20 anys que la Volta no tenia un final d'etapa. Els participants hauran de superar tres altres ports de primera categoria: el coll de Bóixols, el coll de la Creu de Perves i la pujada final a Boí Taüll, que té 14km de distància i un desnivell mitjà superior al 5,5% amb rampes màximes del 12%.
| \| Classificació de l'etapa \| Classificació de l'etapa \| Classificació de l'etapa \| Classificació de l'etapa \| Classificació de l'etapa \| \| Corredor \| Corredor \| Equip \| Temps \| \| \| ------------------------ \| -------------------------- \| ------------------------ \| ------------------------ \| ------------------------ \| \| 1r \| João Almeida \| UAE Team Emirates \| 4h 20' 27" \| \| \| 2n \| Nairo Quintana Rojas \| Arkéa-Samsic \| + 0" \| \| \| 3r \| Sergio Higuita García \| Bora-Hansgrohe \| + 0" \| \| \| 4t \| Wout Poels \| Bahrain Victorious \| + 7" \| \| \| 5è \| Tobias Halland Johannessen \| Uno-X Pro Cycling Team \| + 13" \| \| \| 6è \| Juan Ayuso Pesquera \| UAE Team Emirates \| + 13" \| \| \| 7è \| Richard Carapaz Montenegro \| Ineos Grenadiers \| + 13" \| \| \| 8è \| Jai Hindley \| Bora-Hansgrohe \| + 13" \| \| \| 9è \| Carlos Rodríguez Cano \| Ineos Grenadiers \| + 13" \| \| \| 10è \| Guillaume Martin \| Cofidis \| + 13" \| \| |                            |                        |            |
| |                            |                        |            |
| Font: ProCyclingStats |                            |                        |            |
| Classificació de l'etapa |                            |                        |            |
| Corredor | Corredor                   | Equip                  | Temps      |
| 1r | João Almeida               | UAE Team Emirates      | 4h 20' 27" |
| 2n | Nairo Quintana Rojas       | Arkéa-Samsic           | + 0"       |
| 3r | Sergio Higuita García      | Bora-Hansgrohe         | + 0"       |
| 4t | Wout Poels                 | Bahrain Victorious     | + 7"       |
| 5è | Tobias Halland Johannessen | Uno-X Pro Cycling Team | + 13"      |
| 6è | Juan Ayuso Pesquera        | UAE Team Emirates      | + 13"      |
| 7è | Richard Carapaz Montenegro | Ineos Grenadiers       | + 13"      |
| 8è | Jai Hindley                | Bora-Hansgrohe         | + 13"      |
| 9è | Carlos Rodríguez Cano      | Ineos Grenadiers       | + 13"      |
| 10è | Guillaume Martin           | Cofidis                | + 13"      |

| \| Classificació general \| Classificació general \| Classificació general \| Classificació general \| Classificació general \| \| Corredor \| Corredor \| Equip \| Temps \| \| \| --------------------- \| -------------------------- \| ---------------------- \| --------------------- \| --------------------- \| \| 1r \| Nairo Quintana Rojas \| Arkéa-Samsic \| + 17h 04' 53" \| \| \| 2n \| João Almeida \| UAE Team Emirates \| + 0" \| \| \| 3r \| Sergio Higuita García \| Bora-Hansgrohe \| + 6" \| \| \| 4t \| Ben O'Connor \| AG2R Citroën Team \| + 16" \| \| \| 5è \| Juan Ayuso Pesquera \| UAE Team Emirates \| + 17" \| \| \| 6è \| Wout Poels \| Bahrain Victorious \| + 17" \| \| \| 7è \| Tobias Halland Johannessen \| Uno-X Pro Cycling Team \| + 23" \| \| \| 8è \| Guillaume Martin \| Cofidis \| + 23" \| \| \| 9è \| Richard Carapaz Montenegro \| Ineos Grenadiers \| + 26" \| \| \| 10è \| Torstein Træen \| Uno-X Pro Cycling Team \| + 34" \| \| |                            |                        |               |
| |                            |                        |               |
| Font: ProCyclingStats |                            |                        |               |
| Classificació general |                            |                        |               |
| Corredor | Corredor                   | Equip                  | Temps         |
| 1r | Nairo Quintana Rojas       | Arkéa-Samsic           | + 17h 04' 53" |
| 2n | João Almeida               | UAE Team Emirates      | + 0"          |
| 3r | Sergio Higuita García      | Bora-Hansgrohe         | + 6"          |
| 4t | Ben O'Connor               | AG2R Citroën Team      | + 16"         |
| 5è | Juan Ayuso Pesquera        | UAE Team Emirates      | + 17"         |
| 6è | Wout Poels                 | Bahrain Victorious     | + 17"         |
| 7è | Tobias Halland Johannessen | Uno-X Pro Cycling Team | + 23"         |
| 8è | Guillaume Martin           | Cofidis                | + 23"         |
| 9è | Richard Carapaz Montenegro | Ineos Grenadiers       | + 26"         |
| 10è | Torstein Træen             | Uno-X Pro Cycling Team | + 34"         |

### Etapa 5
La Pobla de Segur - Vilanova i la Geltrú. 25 de març de 2022. 206,3 km
És l'etapa més llarga i està dissenyada per a un final a l'esprint.
| \| Classificació de l'etapa \| Classificació de l'etapa \| Classificació de l'etapa \| Classificació de l'etapa \| Classificació de l'etapa \| \| Corredor \| Corredor \| Equip \| Temps \| \| \| ------------------------ \| ------------------------ \| ------------------------ \| ------------------------ \| ------------------------ \| \| 1r \| Ethan Vernon \| Quick-Step Alpha Vinyl \| 5h 21' 17" \| \| \| 2n \| Phil Bauhaus \| Bahrain Victorious \| + 0" \| \| \| 3r \| Dorian Godon \| AG2R Citroën Team \| + 0" \| \| \| 4t \| Guillaume Boivin \| Israel-Premier Tech \| + 0" \| \| \| 5è \| Kaden Groves \| Team BikeExchange-Jayco \| + 0" \| \| \| 6è \| Martin Laas \| Bora-Hansgrohe \| + 0" \| \| \| 7è \| Manuel Peñalver \| Burgos-BH \| + 0" \| \| \| 8è \| Ivo Oliveira \| UAE Team Emirates \| + 0" \| \| \| 9è \| Hugo Hofstetter \| Arkéa-Samsic \| + 0" \| \| \| 10è \| Guillaume Martin \| Cofidis \| + 0" \| \| |                  |                         |            |
| |                  |                         |            |
| Font: ProCyclingStats |                  |                         |            |
| Classificació de l'etapa |                  |                         |            |
| Corredor | Corredor         | Equip                   | Temps      |
| 1r | Ethan Vernon     | Quick-Step Alpha Vinyl  | 5h 21' 17" |
| 2n | Phil Bauhaus     | Bahrain Victorious      | + 0"       |
| 3r | Dorian Godon     | AG2R Citroën Team       | + 0"       |
| 4t | Guillaume Boivin | Israel-Premier Tech     | + 0"       |
| 5è | Kaden Groves     | Team BikeExchange-Jayco | + 0"       |
| 6è | Martin Laas      | Bora-Hansgrohe          | + 0"       |
| 7è | Manuel Peñalver  | Burgos-BH               | + 0"       |
| 8è | Ivo Oliveira     | UAE Team Emirates       | + 0"       |
| 9è | Hugo Hofstetter  | Arkéa-Samsic            | + 0"       |
| 10è | Guillaume Martin | Cofidis                 | + 0"       |

| \| Classificació general \| Classificació general \| Classificació general \| Classificació general \| Classificació general \| \| Corredor \| Corredor \| Equip \| Temps \| \| \| --------------------- \| -------------------------- \| ---------------------- \| --------------------- \| --------------------- \| \| 1r \| João Almeida \| UAE Team Emirates \| 22h 26' 09" \| \| \| 2n \| Nairo Quintana Rojas \| Arkéa-Samsic \| + 1" \| \| \| 3r \| Sergio Higuita García \| Bora-Hansgrohe \| + 7" \| \| \| 4t \| Juan Ayuso Pesquera \| UAE Team Emirates \| + 18" \| \| \| 5è \| Wout Poels \| Bahrain Victorious \| + 18" \| \| \| 6è \| Ben O'Connor \| AG2R Citroën Team \| + 18" \| \| \| 7è \| Tobias Halland Johannessen \| Uno-X Pro Cycling Team \| + 21" \| \| \| 8è \| Guillaume Martin \| Cofidis \| + 24" \| \| \| 9è \| Richard Carapaz Montenegro \| Ineos Grenadiers \| + 27" \| \| \| 10è \| Torstein Træen \| Uno-X Pro Cycling Team \| + 35" \| \| |                            |                        |             |
| |                            |                        |             |
| Font: ProCyclingStats |                            |                        |             |
| Classificació general |                            |                        |             |
| Corredor | Corredor                   | Equip                  | Temps       |
| 1r | João Almeida               | UAE Team Emirates      | 22h 26' 09" |
| 2n | Nairo Quintana Rojas       | Arkéa-Samsic           | + 1"        |
| 3r | Sergio Higuita García      | Bora-Hansgrohe         | + 7"        |
| 4t | Juan Ayuso Pesquera        | UAE Team Emirates      | + 18"       |
| 5è | Wout Poels                 | Bahrain Victorious     | + 18"       |
| 6è | Ben O'Connor               | AG2R Citroën Team      | + 18"       |
| 7è | Tobias Halland Johannessen | Uno-X Pro Cycling Team | + 21"       |
| 8è | Guillaume Martin           | Cofidis                | + 24"       |
| 9è | Richard Carapaz Montenegro | Ineos Grenadiers       | + 27"       |
| 10è | Torstein Træen             | Uno-X Pro Cycling Team | + 35"       |

### Etapa 6
Costa Daurada (Salou - Cambrils). 26 de març de 2022. 167,6 km
És una etapa de mitja muntanya per la Costa Daurada que presenta tres ports puntuables a l’interior de la Serra del Montsant i les Muntanyes de Prades.
| \| Classificació de l'etapa \| Classificació de l'etapa \| Classificació de l'etapa \| Classificació de l'etapa \| Classificació de l'etapa \| \| Corredor \| Corredor \| Equip \| Temps \| \| \| ------------------------ \| -------------------------- \| ---------------------------------- \| ------------------------ \| ------------------------ \| \| 1r \| Richard Carapaz Montenegro \| Ineos Grenadiers \| + 4h 09' 19" \| \| \| 2n \| Sergio Higuita García \| Bora-Hansgrohe \| + 0" \| \| \| 3r \| Kaden Groves \| Team BikeExchange-Jayco \| + 48" \| \| \| 4t \| Simone Velasco \| Astana Qazaqstan Team \| + 48" \| \| \| 5è \| Quentin Pacher \| Groupama-FDJ \| + 48" \| \| \| 6è \| Jan Bakelants \| Intermarché-Wanty-Gobert Matériaux \| + 48" \| \| \| 7è \| Fernando Barceló Aragón \| Caja Rural-Seguros RGA \| + 48" \| \| \| 8è \| Dorian Godon \| AG2R Citroën Team \| + 48" \| \| \| 9è \| Mattias Skjelmose \| Trek-Segafredo \| + 48" \| \| \| 10è \| Henri Vandenabeele \| Team DSM \| + 48" \| \| |                            |                                    |              |
| |                            |                                    |              |
| Font: ProCyclingStats |                            |                                    |              |
| Classificació de l'etapa |                            |                                    |              |
| Corredor | Corredor                   | Equip                              | Temps        |
| 1r | Richard Carapaz Montenegro | Ineos Grenadiers                   | + 4h 09' 19" |
| 2n | Sergio Higuita García      | Bora-Hansgrohe                     | + 0"         |
| 3r | Kaden Groves               | Team BikeExchange-Jayco            | + 48"        |
| 4t | Simone Velasco             | Astana Qazaqstan Team              | + 48"        |
| 5è | Quentin Pacher             | Groupama-FDJ                       | + 48"        |
| 6è | Jan Bakelants              | Intermarché-Wanty-Gobert Matériaux | + 48"        |
| 7è | Fernando Barceló Aragón    | Caja Rural-Seguros RGA             | + 48"        |
| 8è | Dorian Godon               | AG2R Citroën Team                  | + 48"        |
| 9è | Mattias Skjelmose          | Trek-Segafredo                     | + 48"        |
| 10è | Henri Vandenabeele         | Team DSM                           | + 48"        |

| \| Classificació general \| Classificació general \| Classificació general \| Classificació general \| Classificació general \| \| Corredor \| Corredor \| Equip \| Temps \| \| \| --------------------- \| -------------------------- \| ---------------------- \| --------------------- \| --------------------- \| \| 1r \| Sergio Higuita García \| Bora-Hansgrohe \| + 26h 35' 24" \| \| \| 2n \| Richard Carapaz Montenegro \| Ineos Grenadiers \| + 16" \| \| \| 3r \| João Almeida \| UAE Team Emirates \| + 52" \| \| \| 4t \| Nairo Quintana Rojas \| Arkéa-Samsic \| + 53" \| \| \| 5è \| Juan Ayuso Pesquera \| UAE Team Emirates \| + 1' 08" \| \| \| 6è \| Wout Poels \| Bahrain Victorious \| + 1' 10" \| \| \| 7è \| Ben O'Connor \| AG2R Citroën Team \| + 1' 10" \| \| \| 8è \| Tobias Halland Johannessen \| Uno-X Pro Cycling Team \| + 1' 13" \| \| \| 9è \| Guillaume Martin \| Cofidis \| + 1' 16" \| \| \| 10è \| Torstein Træen \| Uno-X Pro Cycling Team \| + 1' 27" \| \| |                            |                        |               |
| |                            |                        |               |
| Font: ProCyclingStats |                            |                        |               |
| Classificació general |                            |                        |               |
| Corredor | Corredor                   | Equip                  | Temps         |
| 1r | Sergio Higuita García      | Bora-Hansgrohe         | + 26h 35' 24" |
| 2n | Richard Carapaz Montenegro | Ineos Grenadiers       | + 16"         |
| 3r | João Almeida               | UAE Team Emirates      | + 52"         |
| 4t | Nairo Quintana Rojas       | Arkéa-Samsic           | + 53"         |
| 5è | Juan Ayuso Pesquera        | UAE Team Emirates      | + 1' 08"      |
| 6è | Wout Poels                 | Bahrain Victorious     | + 1' 10"      |
| 7è | Ben O'Connor               | AG2R Citroën Team      | + 1' 10"      |
| 8è | Tobias Halland Johannessen | Uno-X Pro Cycling Team | + 1' 13"      |
| 9è | Guillaume Martin           | Cofidis                | + 1' 16"      |
| 10è | Torstein Træen             | Uno-X Pro Cycling Team | + 1' 27"      |

### Etapa 7
Barcelona - Barcelona. 27 de març de 2021. 138,6 km
La Volta acaba amb la tradicional sortida i arribada a Barcelona i els sis ascensos fins al Castell de Montjuïc.
| \| Classificació de l'etapa \| Classificació de l'etapa \| Classificació de l'etapa \| Classificació de l'etapa \| Classificació de l'etapa \| \| Corredor \| Corredor \| Equip \| Temps \| \| \| ------------------------ \| -------------------------- \| ------------------------ \| ------------------------ \| ------------------------ \| \| 1r \| Andrea Bagioli \| Quick-Step Alpha Vinyl \| 3h 18' 09" \| \| \| 2n \| Attila Valter \| Groupama-FDJ \| + 0" \| \| \| 3r \| Fernando Barceló Aragón \| Caja Rural-Seguros RGA \| + 0" \| \| \| 4t \| Juan Ayuso Pesquera \| UAE Team Emirates \| + 0" \| \| \| 5è \| Dylan Teuns \| Bahrain Victorious \| + 0" \| \| \| 6è \| Guillaume Martin \| Cofidis \| + 0" \| \| \| 7è \| Nairo Quintana Rojas \| Arkéa-Samsic \| + 0" \| \| \| 8è \| Carlos Verona Quintanilla \| Movistar Team \| + 0" \| \| \| 9è \| Sergio Higuita García \| Bora-Hansgrohe \| + 0" \| \| \| 10è \| Richard Carapaz Montenegro \| Ineos Grenadiers \| + 0" \| \| |                            |                        |            |
| |                            |                        |            |
| Font: ProCyclingStats |                            |                        |            |
| Classificació de l'etapa |                            |                        |            |
| Corredor | Corredor                   | Equip                  | Temps      |
| 1r | Andrea Bagioli             | Quick-Step Alpha Vinyl | 3h 18' 09" |
| 2n | Attila Valter              | Groupama-FDJ           | + 0"       |
| 3r | Fernando Barceló Aragón    | Caja Rural-Seguros RGA | + 0"       |
| 4t | Juan Ayuso Pesquera        | UAE Team Emirates      | + 0"       |
| 5è | Dylan Teuns                | Bahrain Victorious     | + 0"       |
| 6è | Guillaume Martin           | Cofidis                | + 0"       |
| 7è | Nairo Quintana Rojas       | Arkéa-Samsic           | + 0"       |
| 8è | Carlos Verona Quintanilla  | Movistar Team          | + 0"       |
| 9è | Sergio Higuita García      | Bora-Hansgrohe         | + 0"       |
| 10è | Richard Carapaz Montenegro | Ineos Grenadiers       | + 0"       |

## Classificacions finals
A banda de la classificació general, la Volta a Catalunya de 2022 té també classificació de muntanya, de la regularitat, de millor jove i la del millor català.

### Classificació general
| \| Classificació general \| Classificació general \| Classificació general \| Classificació general \| Classificació general \| \| Corredor \| Corredor \| Equip \| Temps \| \| \| --------------------- \| -------------------------- \| ---------------------- \| --------------------- \| --------------------- \| \| 1r \| Sergio Higuita García \| Bora-Hansgrohe \| + 29h 53' 33" \| \| \| 2n \| Richard Carapaz Montenegro \| Ineos Grenadiers \| + 16" \| \| \| 3r \| João Almeida \| UAE Team Emirates \| + 52" \| \| \| 4t \| Nairo Quintana Rojas \| Arkéa-Samsic \| + 53" \| \| \| 5è \| Juan Ayuso Pesquera \| UAE Team Emirates \| + 1' 08" \| \| \| 6è \| Ben O'Connor \| AG2R Citroën Team \| + 1' 10" \| \| \| 7è \| Tobias Halland Johannessen \| Uno-X Pro Cycling Team \| + 1' 13" \| \| \| 8è \| Guillaume Martin \| Cofidis \| + 1' 16" \| \| \| 9è \| Torstein Træen \| Uno-X Pro Cycling Team \| + 1' 27" \| \| \| 10è \| Sam Oomen \| Jumbo-Visma \| + 1' 55" \| \| |                            |                        |               |
| |                            |                        |               |
| Font: ProCyclingStats |                            |                        |               |
| Classificació general |                            |                        |               |
| Corredor | Corredor                   | Equip                  | Temps         |
| 1r | Sergio Higuita García      | Bora-Hansgrohe         | + 29h 53' 33" |
| 2n | Richard Carapaz Montenegro | Ineos Grenadiers       | + 16"         |
| 3r | João Almeida               | UAE Team Emirates      | + 52"         |
| 4t | Nairo Quintana Rojas       | Arkéa-Samsic           | + 53"         |
| 5è | Juan Ayuso Pesquera        | UAE Team Emirates      | + 1' 08"      |
| 6è | Ben O'Connor               | AG2R Citroën Team      | + 1' 10"      |
| 7è | Tobias Halland Johannessen | Uno-X Pro Cycling Team | + 1' 13"      |
| 8è | Guillaume Martin           | Cofidis                | + 1' 16"      |
| 9è | Torstein Træen             | Uno-X Pro Cycling Team | + 1' 27"      |
| 10è | Sam Oomen                  | Jumbo-Visma            | + 1' 55"      |

### Classificacions secundàries
| Classificació de la muntanya | Classificació de la muntanya | Classificació de la muntanya | Classificació de la muntanya | Classificació de la muntanya |
| Corredor                     | Corredor                     | Equip                        | Punts                        |                              |
| ---------------------------- | ---------------------------- | ---------------------------- | ---------------------------- | ---------------------------- |
| 1r                           | Sergio Higuita García        | Bora-Hansgrohe               | 28 pts                       |                              |
| 2n                           | Mikel Bizkarra Etxegibel     | Euskaltel-Euskadi            | 21 pts                       |                              |
| 3r                           | Ander Okamika                | Burgos-BH                    | 20 pts                       |                              |
| 4t                           | Richard Carapaz Montenegro   | Ineos Grenadiers             | 20 pts                       |                              |
| 5è                           | Steven Kruijswijk            | Jumbo-Visma                  | 17 pts                       |                              |
| 6è                           | João Almeida                 | UAE Team Emirates            | 16 pts                       |                              |
| 7è                           | Juan Ayuso Pesquera          | UAE Team Emirates            | 16 pts                       |                              |
| 8è                           | Jesús Herrada López          | Cofidis                      | 15 pts                       |                              |
| 9è                           | Nairo Quintana Rojas         | Arkéa-Samsic                 | 14 pts                       |                              |
| 10è                          | Quentin Pacher               | Groupama-FDJ                 | 12 pts                       |                              |

| Classificació de la muntanya | Classificació de la muntanya | Classificació de la muntanya | Classificació de la muntanya | Classificació de la muntanya |
| Corredor                     | Corredor                     | Equip                        | Punts                        |                              |
| ---------------------------- | ---------------------------- | ---------------------------- | ---------------------------- | ---------------------------- |
| 1r                           | Sergio Higuita García        | Bora-Hansgrohe               | 28 pts                       |                              |
| 2n                           | Mikel Bizkarra Etxegibel     | Euskaltel-Euskadi            | 21 pts                       |                              |
| 3r                           | Ander Okamika                | Burgos-BH                    | 20 pts                       |                              |
| 4t                           | Richard Carapaz Montenegro   | Ineos Grenadiers             | 20 pts                       |                              |
| 5è                           | Steven Kruijswijk            | Jumbo-Visma                  | 17 pts                       |                              |
| 6è                           | João Almeida                 | UAE Team Emirates            | 16 pts                       |                              |
| 7è                           | Juan Ayuso Pesquera          | UAE Team Emirates            | 16 pts                       |                              |
| 8è                           | Jesús Herrada López          | Cofidis                      | 15 pts                       |                              |
| 9è                           | Nairo Quintana Rojas         | Arkéa-Samsic                 | 14 pts                       |                              |
| 10è                          | Quentin Pacher               | Groupama-FDJ                 | 12 pts                       |                              |

| Classificació per punts | Classificació per punts    | Classificació per punts | Classificació per punts | Classificació per punts |
| Corredor                | Corredor                   | Equip                   | Punts                   |                         |
| ----------------------- | -------------------------- | ----------------------- | ----------------------- | ----------------------- |
| 1r                      | Kaden Groves               | Team BikeExchange-Jayco | 17 pts                  |                         |
| 2n                      | Richard Carapaz Montenegro | Ineos Grenadiers        | 15 pts                  |                         |
| 3r                      | Sergio Higuita García      | Bora-Hansgrohe          | 15 pts                  |                         |
| 4t                      | João Almeida               | UAE Team Emirates       | 11 pts                  |                         |
| 5è                      | Ben O'Connor               | AG2R Citroën Team       | 10 pts                  |                         |
| 6è                      | Andrea Bagioli             | Quick-Step Alpha Vinyl  | 10 pts                  |                         |
| 7è                      | Ethan Vernon               | Quick-Step Alpha Vinyl  | 10 pts                  |                         |
| 8è                      | Nairo Quintana Rojas       | Arkéa-Samsic            | 10 pts                  |                         |
| 9è                      | Juan Ayuso Pesquera        | UAE Team Emirates       | 8 pts                   |                         |
| 10è                     | Attila Valter              | Groupama-FDJ            | 6 pts                   |                         |

| Classificació per punts | Classificació per punts    | Classificació per punts | Classificació per punts | Classificació per punts |
| Corredor                | Corredor                   | Equip                   | Punts                   |                         |
| ----------------------- | -------------------------- | ----------------------- | ----------------------- | ----------------------- |
| 1r                      | Kaden Groves               | Team BikeExchange-Jayco | 17 pts                  |                         |
| 2n                      | Richard Carapaz Montenegro | Ineos Grenadiers        | 15 pts                  |                         |
| 3r                      | Sergio Higuita García      | Bora-Hansgrohe          | 15 pts                  |                         |
| 4t                      | João Almeida               | UAE Team Emirates       | 11 pts                  |                         |
| 5è                      | Ben O'Connor               | AG2R Citroën Team       | 10 pts                  |                         |
| 6è                      | Andrea Bagioli             | Quick-Step Alpha Vinyl  | 10 pts                  |                         |
| 7è                      | Ethan Vernon               | Quick-Step Alpha Vinyl  | 10 pts                  |                         |
| 8è                      | Nairo Quintana Rojas       | Arkéa-Samsic            | 10 pts                  |                         |
| 9è                      | Juan Ayuso Pesquera        | UAE Team Emirates       | 8 pts                   |                         |
| 10è                     | Attila Valter              | Groupama-FDJ            | 6 pts                   |                         |

| Classificació del millor jove | Classificació del millor jove | Classificació del millor jove | Classificació del millor jove | Classificació del millor jove |
| Corredor                      | Corredor                      | Equip                         | Temps                         |                               |
| ----------------------------- | ----------------------------- | ----------------------------- | ----------------------------- | ----------------------------- |
| 1r                            | Sergio Higuita García         | Bora-Hansgrohe                | 29h 53' 33"                   |                               |
| 2n                            | João Almeida                  | UAE Team Emirates             | + 52"                         |                               |
| 3r                            | Juan Ayuso Pesquera           | UAE Team Emirates             | + 1' 08"                      |                               |
| 4t                            | Tobias Halland Johannessen    | Uno-X Pro Cycling Team        | + 1' 13"                      |                               |
| 5è                            | Carlos Rodríguez Cano         | Ineos Grenadiers              | + 2' 50"                      |                               |
| 6è                            | Mattias Skjelmose             | Trek-Segafredo                | + 2' 54"                      |                               |
| 7è                            | Javier Romo                   | Astana Qazaqstan Team         | + 12' 35"                     |                               |
| 8è                            | Attila Valter                 | Groupama-FDJ                  | + 17' 35"                     |                               |
| 9è                            | Sylvain Moniquet              | Lotto-Soudal                  | + 20' 50"                     |                               |
| 10è                           | Henri Vandenabeele            | Team DSM                      | + 23' 52"                     |                               |

| Classificació del millor jove | Classificació del millor jove | Classificació del millor jove | Classificació del millor jove | Classificació del millor jove |
| Corredor                      | Corredor                      | Equip                         | Temps                         |                               |
| ----------------------------- | ----------------------------- | ----------------------------- | ----------------------------- | ----------------------------- |
| 1r                            | Sergio Higuita García         | Bora-Hansgrohe                | 29h 53' 33"                   |                               |
| 2n                            | João Almeida                  | UAE Team Emirates             | + 52"                         |                               |
| 3r                            | Juan Ayuso Pesquera           | UAE Team Emirates             | + 1' 08"                      |                               |
| 4t                            | Tobias Halland Johannessen    | Uno-X Pro Cycling Team        | + 1' 13"                      |                               |
| 5è                            | Carlos Rodríguez Cano         | Ineos Grenadiers              | + 2' 50"                      |                               |
| 6è                            | Mattias Skjelmose             | Trek-Segafredo                | + 2' 54"                      |                               |
| 7è                            | Javier Romo                   | Astana Qazaqstan Team         | + 12' 35"                     |                               |
| 8è                            | Attila Valter                 | Groupama-FDJ                  | + 17' 35"                     |                               |
| 9è                            | Sylvain Moniquet              | Lotto-Soudal                  | + 20' 50"                     |                               |
| 10è                           | Henri Vandenabeele            | Team DSM                      | + 23' 52"                     |                               |

| Classificació per equips | Classificació per equips           | Classificació per equips | Classificació per equips |
| Equip                    | Equip                              | Temps                    |                          |
| ------------------------ | ---------------------------------- | ------------------------ | ------------------------ |
| 1r                       | Bahrain Victorious                 | 89h 46' 49"              |                          |
| 2n                       | UAE Team Emirates                  | + 6' 35"                 |                          |
| 3r                       | Groupama-FDJ                       | + 7' 18"                 |                          |
| 4t                       | Uno-X Pro Cycling Team             | + 7' 20"                 |                          |
| 5è                       | Ineos Grenadiers                   | + 11' 14"                |                          |
| 6è                       | Bora-Hansgrohe                     | + 11' 15"                |                          |
| 7è                       | Trek-Segafredo                     | + 17' 53"                |                          |
| 8è                       | Intermarché-Wanty-Gobert Matériaux | + 18' 00"                |                          |
| 9è                       | Movistar Team                      | + 24' 50"                |                          |
| 10è                      | Jumbo-Visma                        | + 26' 44"                |                          |

| Classificació per equips | Classificació per equips           | Classificació per equips | Classificació per equips |
| Equip                    | Equip                              | Temps                    |                          |
| ------------------------ | ---------------------------------- | ------------------------ | ------------------------ |
| 1r                       | Bahrain Victorious                 | 89h 46' 49"              |                          |
| 2n                       | UAE Team Emirates                  | + 6' 35"                 |                          |
| 3r                       | Groupama-FDJ                       | + 7' 18"                 |                          |
| 4t                       | Uno-X Pro Cycling Team             | + 7' 20"                 |                          |
| 5è                       | Ineos Grenadiers                   | + 11' 14"                |                          |
| 6è                       | Bora-Hansgrohe                     | + 11' 15"                |                          |
| 7è                       | Trek-Segafredo                     | + 17' 53"                |                          |
| 8è                       | Intermarché-Wanty-Gobert Matériaux | + 18' 00"                |                          |
| 9è                       | Movistar Team                      | + 24' 50"                |                          |
| 10è                      | Jumbo-Visma                        | + 26' 44"                |                          |

## Evolució de les classificacions
| Etapa | Vencedor         | Classificació general | Classificació dels esprints | Classificació de la muntanya | Classificació dels joves | Classificació per equips | Premi de la Combativitat |
| ----- | ---------------- | --------------------- | --------------------------- | ---------------------------- | ------------------------ | ------------------------ | ------------------------ |
| 1     | Michael Matthews | Michael Matthews      | Jonas Hvideberg             | Jonas Hvideberg              | Jonas Hvideberg          | Team BikeExchange-Jayco  | Jonathan Caicedo         |
| 2     | Kaden Groves     | Jonas Hvideberg       | Jonas Hvideberg             | Jonas Hvideberg              | Jonas Hvideberg          | Team DSM                 | Adrià Moreno             |
| 3     | Ben O'Connor     | Ben O'Connor          | Jonas Hvideberg             | Ander Okamika                | Juan Ayuso               | AG2R Citroën Team        | Mikel Bizkarra           |
| 4     | João Almeida     | Nairo Quintana        | Jonas Hvideberg             | Mikel Bizkarra               | João Almeida             | UAE Team Emirates        | Marc Soler               |
| 5     | Ethan Vernon     | João Almeida          | Phil Bauhaus                | Mikel Bizkarra               | João Almeida             | UAE Team Emirates        | Urko Berrade             |
| 6     | Richard Carapaz  | Sergio Higuita        | Richard Carapaz             | Sergio Higuita               | Sergio Higuita           | Bahrain Victorious       | Richard Carapaz          |
| 7     | Andrea Bagioli   | Sergio Higuita        | Kaden Groves                | Sergio Higuita               | Sergio Higuita           | Bahrain Victorious       | Steven Kruijswijk        |
| Final | Final            | Sergio Higuita        | Kaden Groves                | Sergio Higuita               | Sergio Higuita           | Bahrain Victorious       |                          |

## Llista de participants
Entre els participants que van prendre la sortida, n'hi havia 7 de catalans, la xifra més alta dels anteriors 15 anys. Foren Marc Soler (UAE), Edu Prades i Joel Nicolau (Caja Rural), Roger Adrià i Kiko Galván (Kern Pharma), Marc Brustenga (Trek) i Adrià Moreno (Burgos BH).
| Ineos Grenadiers IGD               | Ineos Grenadiers IGD               | Ineos Grenadiers IGD |
| ---------------------------------- | ---------------------------------- | -------------------- |
| Núm                                | Ciclista                           | Pos                  |
| 1                                  | Richie Porte (AUS)                 | DNF-2                |
| 2                                  | Richard Carapaz Montenegro (ECU)   | 2n                   |
| 3                                  | Michał Kwiatkowski (POL)           | NP-3                 |
| 4                                  | Carlos Rodríguez Cano (ESP)        | 15è                  |
| 5                                  | Pàvel Sivakov (FRA)                | DNF-4                |
| 6                                  | Jonathan Castroviejo Nicolás (ESP) | 43è                  |
| 7                                  | Lucas Plapp (AUS) (ruta)           | DNF-6                |
| Director esportiu: Brett Lancaster |                                    |                      |

| Quick-Step Alpha Vinyl QST         | Quick-Step Alpha Vinyl QST | Quick-Step Alpha Vinyl QST |
| ---------------------------------- | -------------------------- | -------------------------- |
| Núm                                | Ciclista                   | Pos                        |
| 11                                 | Fausto Masnada (ITA)       | DNF-3                      |
| 12                                 | Andrea Bagioli (ITA)       | 56è                        |
| 13                                 | Ilan Van Wilder (BEL)      | DNF-6                      |
| 14                                 | Louis Vervaeke (BEL)       | 62è                        |
| 15                                 | Ethan Vernon (GBR)         | 92è                        |
| 16                                 | Pieter Serry (BEL)         | NP-4                       |
| 17                                 | Dries Devenyns (BEL)       | 76è                        |
| Director esportiu: Geert Van Bondt |                            |                            |

| Jumbo-Visma TJV              | Jumbo-Visma TJV         | Jumbo-Visma TJV |
| ---------------------------- | ----------------------- | --------------- |
| Núm                          | Ciclista                | Pos             |
| 21                           | Rohan Dennis (AUS)      | 54è             |
| 22                           | Steven Kruijswijk (NED) | 20è             |
| 23                           | Sam Oomen (NED)         | 10è             |
| 25                           | Tom Dumoulin (NED)      | DNF-3           |
| 26                           | David Dekker (NED)      | NP-6            |
| 27                           | Robert Gesink (NED)     | 40è             |
| Director esportiu: Marc Reef |                         |                 |

| UAE Team Emirates UAD                | UAE Team Emirates UAD            | UAE Team Emirates UAD |
| ------------------------------------ | -------------------------------- | --------------------- |
| Núm                                  | Ciclista                         | Pos                   |
| 31                                   | João Almeida (POR)               | 3r                    |
| 32                                   | Rui Alberto Faria da Costa (POR) | 69è                   |
| 33                                   | George Bennett (NZL)             | 42è                   |
| 34                                   | Sebastián Molano Benavides (COL) | DNF-5                 |
| 35                                   | Juan Ayuso Pesquera (ESP)        | 5è                    |
| 36                                   | Ivo Oliveira (POR)               | 94è                   |
| 37                                   | Marc Soler i Giménez (ESP)       | DNF-7                 |
| Director esportiu: Simone Pedrazzini |                                  |                       |

| Bahrain Victorious TBV                    | Bahrain Victorious TBV          | Bahrain Victorious TBV |
| ----------------------------------------- | ------------------------------- | ---------------------- |
| Núm                                       | Ciclista                        | Pos                    |
| 41                                        | Jack Haig (AUS)                 | NP-2                   |
| 42                                        | Sonny Colbrelli (ITA) (ruta)    | NP-2                   |
| 43                                        | Dylan Teuns (BEL)               | 12è                    |
| 44                                        | Wout Poels (NED)                | DNF-7                  |
| 45                                        | Phil Bauhaus (GER)              | DNF-7                  |
| 46                                        | Santiago Buitrago Sánchez (COL) | 37è                    |
| 47                                        | Hermann Pernsteiner (AUT)       | 17è                    |
| Director esportiu: Xavier Florencio Cabré |                                 |                        |

| Bora-Hansgrohe BOH                 | Bora-Hansgrohe BOH                 | Bora-Hansgrohe BOH |
| ---------------------------------- | ---------------------------------- | ------------------ |
| Núm                                | Ciclista                           | Pos                |
| 51                                 | Ben Zwiehoff (GER)                 | 63è                |
| 53                                 | Jai Hindley (AUS)                  | 13è                |
| 54                                 | Sergio Higuita García (COL) (ruta) | 1r                 |
| 55                                 | Martin Laas (EST)                  | DNF-7              |
| 56                                 | Anton Palzer (GER)                 | 25è                |
| 57                                 | Cesare Benedetti (POL)             | NP-4               |
| Director esportiu: Christian Pömer |                                    |                    |

| AG2R Citroën Team ACT           | AG2R Citroën Team ACT   | AG2R Citroën Team ACT |
| ------------------------------- | ----------------------- | --------------------- |
| Núm                             | Ciclista                | Pos                   |
| 61                              | Ben O'Connor (AUS)      | 6è                    |
| 62                              | Dorian Godon (FRA)      | 67è                   |
| 63                              | Lawrence Warbasse (USA) | 60è                   |
| 64                              | Clément Berthet (FRA)   | 49è                   |
| 65                              | Mikaël Cherel (FRA)     | 57è                   |
| 66                              | Jaakko Hänninen (FIN)   | 81è                   |
| 67                              | Nans Peters (FRA)       | DNF-2                 |
| Director esportiu: Cyril Dessel |                         |                       |

| Groupama-FDJ GFC                    | Groupama-FDJ GFC            | Groupama-FDJ GFC |
| ----------------------------------- | --------------------------- | ---------------- |
| Núm                                 | Ciclista                    | Pos              |
| 71                                  | Michael Storer (AUS)        | 52è              |
| 72                                  | Sébastien Reichenbach (SUI) | 14è              |
| 73                                  | Attila Valter (HUN)         | 26è              |
| 74                                  | Matteo Badilatti (SUI)      | 66è              |
| 75                                  | Rudy Molard (FRA)           | DNF-7            |
| 76                                  | Quentin Pacher (FRA)        | 23è              |
| 77                                  | Bruno Armirail (FRA)        | DNF-6            |
| Director esportiu: Philippe Mauduit |                             |                  |

| Israel-Premier Tech IPT             | Israel-Premier Tech IPT         | Israel-Premier Tech IPT |
| ----------------------------------- | ------------------------------- | ----------------------- |
| Núm                                 | Ciclista                        | Pos                     |
| 81                                  | Michael Woods (CAN)             | NP-6                    |
| 82                                  | Alessandro De Marchi (ITA)      | NP-1                    |
| 83                                  | Mads Würtz Schmidt (DEN) (ruta) | 72è                     |
| 84                                  | Corbin Strong (NZL)             | NP-4                    |
| 85                                  | Daryl Impey (RSA)               | 53è                     |
| 86                                  | Simon Clarke (AUS)              | 47è                     |
| 87                                  | Guillaume Boivin (CAN) (ruta)   | DNF-6                   |
| Director esportiu: Zakkari Dempster |                                 |                         |

| Movistar Team MOV                                  | Movistar Team MOV                 | Movistar Team MOV |
| -------------------------------------------------- | --------------------------------- | ----------------- |
| Núm                                                | Ciclista                          | Pos               |
| 91                                                 | Alejandro Valverde Belmonte (ESP) | NP-6              |
| 92                                                 | Iván Ramiro Sosa Cuervo (COL)     | 41è               |
| 93                                                 | Carlos Verona Quintanilla (ESP)   | 11è               |
| 94                                                 | José Joaquín Rojas Gil (ESP)      | NP-4              |
| 95                                                 | Oier Lazkano López (ESP)          | 85è               |
| 96                                                 | William Barta (USA)               | 77è               |
| 97                                                 | Albert Torres Barceló (ESP)       | DNF-5             |
| Director esportiu: José Luis Jaimerena Laurnagaray |                                   |                   |

| Trek-Segafredo TFS              | Trek-Segafredo TFS           | Trek-Segafredo TFS |
| ------------------------------- | ---------------------------- | ------------------ |
| Núm                             | Ciclista                     | Pos                |
| 101                             | Mattias Skjelmose (DEN)      | 16è                |
| 102                             | Antwan Tolhoek (NED)         | 78è                |
| 103                             | Giulio Ciccone (ITA)         | 21è                |
| 104                             | Juan Pedro López (ESP)       | DNF-7              |
| 105                             | Amanuel Gebrezgabihier (ERI) | DNF-7              |
| 106                             | Dario Cataldo (ITA)          | DNF-6              |
| 107                             | Marc Brustenga Masagué (ESP) | DNF-7              |
| Director esportiu: Grégory Rast |                              |                    |

| Astana Qazaqstan Team AST         | Astana Qazaqstan Team AST   | Astana Qazaqstan Team AST |
| --------------------------------- | --------------------------- | ------------------------- |
| Núm                               | Ciclista                    | Pos                       |
| 111                               | Joe Dombrowski (USA)        | 32è                       |
| 112                               | Simone Velasco (ITA)        | 36è                       |
| 113                               | Javier Romo (ESP)           | 24è                       |
| 114                               | Vadim Pronskiy (KAZ)        | 58è                       |
| 115                               | Sebastián Henao Gómez (COL) | 45è                       |
| 116                               | Aliaksandr Rabuixenka (BLR) | 91è                       |
| 117                               | Valerio Conti (ITA)         | NP-6                      |
| Director esportiu: Dmitri Fofónov |                             |                           |

| Intermarché-Wanty-Gobert Matériaux IWG | Intermarché-Wanty-Gobert Matériaux IWG | Intermarché-Wanty-Gobert Matériaux IWG |
| -------------------------------------- | -------------------------------------- | -------------------------------------- |
| Núm                                    | Ciclista                               | Pos                                    |
| 121                                    | Louis Meintjes (RSA)                   | 46è                                    |
| 122                                    | Simone Petilli (ITA)                   | 31è                                    |
| 123                                    | Jan Hirt (CZE)                         | DNF-7                                  |
| 124                                    | Laurens Huys (BEL)                     | 35è                                    |
| 125                                    | Jan Bakelants (BEL)                    | 19è                                    |
| 126                                    | Tom Devriendt (BEL)                    | DNF-3                                  |
| 127                                    | Théo Delacroix (FRA)                   | DNF-6                                  |
| Director esportiu: Frederik Veuchelen  |                                        |                                        |

| Cofidis COF                             | Cofidis COF               | Cofidis COF |
| --------------------------------------- | ------------------------- | ----------- |
| Núm                                     | Ciclista                  | Pos         |
| 131                                     | Guillaume Martin (FRA)    | 8è          |
| 132                                     | Jesús Herrada López (ESP) | 28è         |
| 133                                     | Pierre-Luc Périchon (FRA) | 84è         |
| 134                                     | Hugo Toumire (FRA)        | DNF-6       |
| 135                                     | Alexandre Delettre (FRA)  | 93è         |
| 136                                     | José Herrada López (ESP)  | 30è         |
| 137                                     | Sander Armée (BEL)        | 86è         |
| Director esportiu: Christian Guiberteau |                           |             |

| EF Education-EasyPost EFE                  | EF Education-EasyPost EFE     | EF Education-EasyPost EFE |
| ------------------------------------------ | ----------------------------- | ------------------------- |
| Núm                                        | Ciclista                      | Pos                       |
| 141                                        | Diego Camargo Pineda (COL)    | 64è                       |
| 142                                        | Esteban Chaves Rubio (COL)    | 44è                       |
| 143                                        | Hugh Carthy (GBR)             | 27è                       |
| 144                                        | Odd Christian Eiking (NOR)    | NP-6                      |
| 145                                        | Merhawi Kudus (ERI)           | 50è                       |
| 146                                        | Neilson Powless (USA)         | NP-6                      |
| 147                                        | Jonathan Caicedo Cepeda (ECU) | DNF-7                     |
| Director esportiu: Juan Manuel Gárate Cepa |                               |                           |

| Arkéa-Samsic ARK                 | Arkéa-Samsic ARK           | Arkéa-Samsic ARK |
| -------------------------------- | -------------------------- | ---------------- |
| Núm                              | Ciclista                   | Pos              |
| 151                              | Nairo Quintana Rojas (COL) | 4t               |
| 152                              | Élie Gesbert (FRA)         | 68è              |
| 153                              | Anthony Delaplace (FRA)    | DNF-6            |
| 154                              | Miguel Flórez López (COL)  | DNF-6            |
| 155                              | Hugo Hofstetter (FRA)      | DNF-7            |
| 156                              | Winner Anacona Gómez (COL) | 65è              |
| 157                              | Łukasz Owsian (POL)        | 39è              |
| Director esportiu: Yvon Ledanois |                            |                  |

| Lotto-Soudal LTS                  | Lotto-Soudal LTS        | Lotto-Soudal LTS |
| --------------------------------- | ----------------------- | ---------------- |
| Núm                               | Ciclista                | Pos              |
| 161                               | Thomas De Gendt (BEL)   | DNF-3            |
| 162                               | Harm Vanhoucke (BEL)    | DNF-6            |
| 164                               | Filippo Conca (ITA)     | DNF-6            |
| 165                               | Matthew Holmes (GBR)    | NP-5             |
| 166                               | Viktor Verschaeve (BEL) | DNF-6            |
| 167                               | Sylvain Moniquet (BEL)  | 29è              |
| Director esportiu: Maxime Monfort |                         |                  |

| Team BikeExchange-Jayco BEX   | Team BikeExchange-Jayco BEX   | Team BikeExchange-Jayco BEX |
| ----------------------------- | ----------------------------- | --------------------------- |
| Núm                           | Ciclista                      | Pos                         |
| 171                           | Simon Yates (GBR)             | NP-4                        |
| 172                           | Michael Matthews (AUS)        | DNF-3                       |
| 173                           | Damien Howson (AUS)           | 33è                         |
| 174                           | Kaden Groves (AUS)            | 71è                         |
| 175                           | Michael Hepburn (AUS)         | DNF-6                       |
| 176                           | Christopher Juul-Jensen (DEN) | 79è                         |
| 177                           | Callum Scotson (AUS)          | 51è                         |
| Director esportiu: Gene Bates |                               |                             |

| Team DSM DSM                    | Team DSM DSM              | Team DSM DSM |
| ------------------------------- | ------------------------- | ------------ |
| Núm                             | Ciclista                  | Pos          |
| 181                             | Mark Donovan (GBR)        | NP-6         |
| 182                             | Casper Pedersen (DEN)     | DNF-7        |
| 183                             | Romain Combaud (FRA)      | NP-4         |
| 184                             | Henri Vandenabeele (BEL)  | 34è          |
| 185                             | Marius Mayrhofer (GER)    | DNF-3        |
| 186                             | Jonas Hem Hvideberg (NOR) | DNF-7        |
| 187                             | Marco Brenner (GER)       | DNF-4        |
| Director esportiu: Luke Roberts |                           |              |

| Equipo Kern Pharma EKP                   | Equipo Kern Pharma EKP           | Equipo Kern Pharma EKP |
| ---------------------------------------- | -------------------------------- | ---------------------- |
| Núm                                      | Ciclista                         | Pos                    |
| 191                                      | José Félix Parra (ESP)           | DNF-6                  |
| 192                                      | Urko Berrade (ESP)               | NP-6                   |
| 193                                      | Héctor Carretero Milla (ESP)     | DNF-7                  |
| 194                                      | Raúl García Pierna (ESP)         | 74è                    |
| 195                                      | Jaime Castrillo (ESP)            | DNF-6                  |
| 196                                      | Francisco Galván Fernández (ESP) | 59è                    |
| 197                                      | Roger Adrià Oliveras (ESP)       | 73è                    |
| Director esportiu: Juan José Oroz Ugalde |                                  |                        |

| Uno-X Pro Cycling Team UXT          | Uno-X Pro Cycling Team UXT       | Uno-X Pro Cycling Team UXT |
| ----------------------------------- | -------------------------------- | -------------------------- |
| Núm                                 | Ciclista                         | Pos                        |
| 201                                 | Tobias Halland Johannessen (NOR) | 7è                         |
| 202                                 | Anthon Charmig (DEN)             | DNF-6                      |
| 203                                 | Idar Andersen (NOR)              | DNF-7                      |
| 204                                 | Torstein Træen (NOR)             | 9è                         |
| 205                                 | Jonas Gregaard Wilsly (DEN)      | 22è                        |
| 206                                 | Jacob Hindsgaul Madsen (DEN)     | 90è                        |
| 207                                 | Torjus Sleen (NOR)               | DNF-6                      |
| Director esportiu: Stig Kristiansen |                                  |                            |

| Caja Rural-Seguros RGA CJR                       | Caja Rural-Seguros RGA CJR     | Caja Rural-Seguros RGA CJR |
| ------------------------------------------------ | ------------------------------ | -------------------------- |
| Núm                                              | Ciclista                       | Pos                        |
| 211                                              | Jhojan García (COL)            | 75è                        |
| 212                                              | Michal Schlegel (CZE)          | 88è                        |
| 213                                              | Fernando Barceló Aragón (ESP)  | 38è                        |
| 214                                              | Mikel Nieve Iturralde (ESP)    | DNF-4                      |
| 215                                              | Álvaro Cuadros (ESP)           | DNF-3                      |
| 216                                              | Joel Nicolau Beltran (ESP)     | 70è                        |
| 217                                              | Eduard Prades i Reverter (ESP) | DNF-7                      |
| Director esportiu: José Miguel Fernández Reviejo |                                |                            |

| Euskaltel-Euskadi EUS                | Euskaltel-Euskadi EUS          | Euskaltel-Euskadi EUS |
| ------------------------------------ | ------------------------------ | --------------------- |
| Núm                                  | Ciclista                       | Pos                   |
| 221                                  | Mikel Bizkarra Etxegibel (ESP) | 89è                   |
| 222                                  | Luis Ángel Maté Mardones (ESP) | DNF-7                 |
| 223                                  | Gotzon Martín (ESP)            | 55è                   |
| 224                                  | Joan Bou (ESP)                 | 80è                   |
| 225                                  | Unai Cuadrado (ESP)            | 87è                   |
| 226                                  | Carlos Canal Blanco (ESP)      | 48è                   |
| 227                                  | Antonio Jesús Soto (ESP)       | 82è                   |
| Director esportiu: Jorge Azanza Soto |                                |                       |

| Burgos-BH BBH                         | Burgos-BH BBH               | Burgos-BH BBH |
| ------------------------------------- | --------------------------- | ------------- |
| Núm                                   | Ciclista                    | Pos           |
| 231                                   | Daniel Navarro García (ESP) | 18è           |
| 232                                   | Óscar Cabedo (ESP)          | DNF-6         |
| 233                                   | Jetse Bol (NED)             | 61è           |
| 234                                   | Alex Molenaar (NED)         | DNF-7         |
| 235                                   | Adrià Moreno Sala (ESP)     | DNF-7         |
| 236                                   | Ander Okamika (ESP)         | 83è           |
| 237                                   | Manuel Peñalver (ESP)       | DNF-7         |
| Director esportiu: Rubén Pérez Moreno |                             |               |

| Ineos Grenadiers IGD               | Ineos Grenadiers IGD               | Ineos Grenadiers IGD |
| ---------------------------------- | ---------------------------------- | -------------------- |
| Núm                                | Ciclista                           | Pos                  |
| 1                                  | Richie Porte (AUS)                 | DNF-2                |
| 2                                  | Richard Carapaz Montenegro (ECU)   | 2n                   |
| 3                                  | Michał Kwiatkowski (POL)           | NP-3                 |
| 4                                  | Carlos Rodríguez Cano (ESP)        | 15è                  |
| 5                                  | Pàvel Sivakov (FRA)                | DNF-4                |
| 6                                  | Jonathan Castroviejo Nicolás (ESP) | 43è                  |
| 7                                  | Lucas Plapp (AUS) (ruta)           | DNF-6                |
| Director esportiu: Brett Lancaster |                                    |                      |

| Quick-Step Alpha Vinyl QST         | Quick-Step Alpha Vinyl QST | Quick-Step Alpha Vinyl QST |
| ---------------------------------- | -------------------------- | -------------------------- |
| Núm                                | Ciclista                   | Pos                        |
| 11                                 | Fausto Masnada (ITA)       | DNF-3                      |
| 12                                 | Andrea Bagioli (ITA)       | 56è                        |
| 13                                 | Ilan Van Wilder (BEL)      | DNF-6                      |
| 14                                 | Louis Vervaeke (BEL)       | 62è                        |
| 15                                 | Ethan Vernon (GBR)         | 92è                        |
| 16                                 | Pieter Serry (BEL)         | NP-4                       |
| 17                                 | Dries Devenyns (BEL)       | 76è                        |
| Director esportiu: Geert Van Bondt |                            |                            |

| Jumbo-Visma TJV              | Jumbo-Visma TJV         | Jumbo-Visma TJV |
| ---------------------------- | ----------------------- | --------------- |
| Núm                          | Ciclista                | Pos             |
| 21                           | Rohan Dennis (AUS)      | 54è             |
| 22                           | Steven Kruijswijk (NED) | 20è             |
| 23                           | Sam Oomen (NED)         | 10è             |
| 25                           | Tom Dumoulin (NED)      | DNF-3           |
| 26                           | David Dekker (NED)      | NP-6            |
| 27                           | Robert Gesink (NED)     | 40è             |
| Director esportiu: Marc Reef |                         |                 |

| UAE Team Emirates UAD                | UAE Team Emirates UAD            | UAE Team Emirates UAD |
| ------------------------------------ | -------------------------------- | --------------------- |
| Núm                                  | Ciclista                         | Pos                   |
| 31                                   | João Almeida (POR)               | 3r                    |
| 32                                   | Rui Alberto Faria da Costa (POR) | 69è                   |
| 33                                   | George Bennett (NZL)             | 42è                   |
| 34                                   | Sebastián Molano Benavides (COL) | DNF-5                 |
| 35                                   | Juan Ayuso Pesquera (ESP)        | 5è                    |
| 36                                   | Ivo Oliveira (POR)               | 94è                   |
| 37                                   | Marc Soler i Giménez (ESP)       | DNF-7                 |
| Director esportiu: Simone Pedrazzini |                                  |                       |

| Bahrain Victorious TBV                    | Bahrain Victorious TBV          | Bahrain Victorious TBV |
| ----------------------------------------- | ------------------------------- | ---------------------- |
| Núm                                       | Ciclista                        | Pos                    |
| 41                                        | Jack Haig (AUS)                 | NP-2                   |
| 42                                        | Sonny Colbrelli (ITA) (ruta)    | NP-2                   |
| 43                                        | Dylan Teuns (BEL)               | 12è                    |
| 44                                        | Wout Poels (NED)                | DNF-7                  |
| 45                                        | Phil Bauhaus (GER)              | DNF-7                  |
| 46                                        | Santiago Buitrago Sánchez (COL) | 37è                    |
| 47                                        | Hermann Pernsteiner (AUT)       | 17è                    |
| Director esportiu: Xavier Florencio Cabré |                                 |                        |

| Bora-Hansgrohe BOH                 | Bora-Hansgrohe BOH                 | Bora-Hansgrohe BOH |
| ---------------------------------- | ---------------------------------- | ------------------ |
| Núm                                | Ciclista                           | Pos                |
| 51                                 | Ben Zwiehoff (GER)                 | 63è                |
| 53                                 | Jai Hindley (AUS)                  | 13è                |
| 54                                 | Sergio Higuita García (COL) (ruta) | 1r                 |
| 55                                 | Martin Laas (EST)                  | DNF-7              |
| 56                                 | Anton Palzer (GER)                 | 25è                |
| 57                                 | Cesare Benedetti (POL)             | NP-4               |
| Director esportiu: Christian Pömer |                                    |                    |

| AG2R Citroën Team ACT           | AG2R Citroën Team ACT   | AG2R Citroën Team ACT |
| ------------------------------- | ----------------------- | --------------------- |
| Núm                             | Ciclista                | Pos                   |
| 61                              | Ben O'Connor (AUS)      | 6è                    |
| 62                              | Dorian Godon (FRA)      | 67è                   |
| 63                              | Lawrence Warbasse (USA) | 60è                   |
| 64                              | Clément Berthet (FRA)   | 49è                   |
| 65                              | Mikaël Cherel (FRA)     | 57è                   |
| 66                              | Jaakko Hänninen (FIN)   | 81è                   |
| 67                              | Nans Peters (FRA)       | DNF-2                 |
| Director esportiu: Cyril Dessel |                         |                       |

| Groupama-FDJ GFC                    | Groupama-FDJ GFC            | Groupama-FDJ GFC |
| ----------------------------------- | --------------------------- | ---------------- |
| Núm                                 | Ciclista                    | Pos              |
| 71                                  | Michael Storer (AUS)        | 52è              |
| 72                                  | Sébastien Reichenbach (SUI) | 14è              |
| 73                                  | Attila Valter (HUN)         | 26è              |
| 74                                  | Matteo Badilatti (SUI)      | 66è              |
| 75                                  | Rudy Molard (FRA)           | DNF-7            |
| 76                                  | Quentin Pacher (FRA)        | 23è              |
| 77                                  | Bruno Armirail (FRA)        | DNF-6            |
| Director esportiu: Philippe Mauduit |                             |                  |

| Israel-Premier Tech IPT             | Israel-Premier Tech IPT         | Israel-Premier Tech IPT |
| ----------------------------------- | ------------------------------- | ----------------------- |
| Núm                                 | Ciclista                        | Pos                     |
| 81                                  | Michael Woods (CAN)             | NP-6                    |
| 82                                  | Alessandro De Marchi (ITA)      | NP-1                    |
| 83                                  | Mads Würtz Schmidt (DEN) (ruta) | 72è                     |
| 84                                  | Corbin Strong (NZL)             | NP-4                    |
| 85                                  | Daryl Impey (RSA)               | 53è                     |
| 86                                  | Simon Clarke (AUS)              | 47è                     |
| 87                                  | Guillaume Boivin (CAN) (ruta)   | DNF-6                   |
| Director esportiu: Zakkari Dempster |                                 |                         |

| Movistar Team MOV                                  | Movistar Team MOV                 | Movistar Team MOV |
| -------------------------------------------------- | --------------------------------- | ----------------- |
| Núm                                                | Ciclista                          | Pos               |
| 91                                                 | Alejandro Valverde Belmonte (ESP) | NP-6              |
| 92                                                 | Iván Ramiro Sosa Cuervo (COL)     | 41è               |
| 93                                                 | Carlos Verona Quintanilla (ESP)   | 11è               |
| 94                                                 | José Joaquín Rojas Gil (ESP)      | NP-4              |
| 95                                                 | Oier Lazkano López (ESP)          | 85è               |
| 96                                                 | William Barta (USA)               | 77è               |
| 97                                                 | Albert Torres Barceló (ESP)       | DNF-5             |
| Director esportiu: José Luis Jaimerena Laurnagaray |                                   |                   |

| Trek-Segafredo TFS              | Trek-Segafredo TFS           | Trek-Segafredo TFS |
| ------------------------------- | ---------------------------- | ------------------ |
| Núm                             | Ciclista                     | Pos                |
| 101                             | Mattias Skjelmose (DEN)      | 16è                |
| 102                             | Antwan Tolhoek (NED)         | 78è                |
| 103                             | Giulio Ciccone (ITA)         | 21è                |
| 104                             | Juan Pedro López (ESP)       | DNF-7              |
| 105                             | Amanuel Gebrezgabihier (ERI) | DNF-7              |
| 106                             | Dario Cataldo (ITA)          | DNF-6              |
| 107                             | Marc Brustenga Masagué (ESP) | DNF-7              |
| Director esportiu: Grégory Rast |                              |                    |

| Astana Qazaqstan Team AST         | Astana Qazaqstan Team AST   | Astana Qazaqstan Team AST |
| --------------------------------- | --------------------------- | ------------------------- |
| Núm                               | Ciclista                    | Pos                       |
| 111                               | Joe Dombrowski (USA)        | 32è                       |
| 112                               | Simone Velasco (ITA)        | 36è                       |
| 113                               | Javier Romo (ESP)           | 24è                       |
| 114                               | Vadim Pronskiy (KAZ)        | 58è                       |
| 115                               | Sebastián Henao Gómez (COL) | 45è                       |
| 116                               | Aliaksandr Rabuixenka (BLR) | 91è                       |
| 117                               | Valerio Conti (ITA)         | NP-6                      |
| Director esportiu: Dmitri Fofónov |                             |                           |

| Intermarché-Wanty-Gobert Matériaux IWG | Intermarché-Wanty-Gobert Matériaux IWG | Intermarché-Wanty-Gobert Matériaux IWG |
| -------------------------------------- | -------------------------------------- | -------------------------------------- |
| Núm                                    | Ciclista                               | Pos                                    |
| 121                                    | Louis Meintjes (RSA)                   | 46è                                    |
| 122                                    | Simone Petilli (ITA)                   | 31è                                    |
| 123                                    | Jan Hirt (CZE)                         | DNF-7                                  |
| 124                                    | Laurens Huys (BEL)                     | 35è                                    |
| 125                                    | Jan Bakelants (BEL)                    | 19è                                    |
| 126                                    | Tom Devriendt (BEL)                    | DNF-3                                  |
| 127                                    | Théo Delacroix (FRA)                   | DNF-6                                  |
| Director esportiu: Frederik Veuchelen  |                                        |                                        |

| Cofidis COF                             | Cofidis COF               | Cofidis COF |
| --------------------------------------- | ------------------------- | ----------- |
| Núm                                     | Ciclista                  | Pos         |
| 131                                     | Guillaume Martin (FRA)    | 8è          |
| 132                                     | Jesús Herrada López (ESP) | 28è         |
| 133                                     | Pierre-Luc Périchon (FRA) | 84è         |
| 134                                     | Hugo Toumire (FRA)        | DNF-6       |
| 135                                     | Alexandre Delettre (FRA)  | 93è         |
| 136                                     | José Herrada López (ESP)  | 30è         |
| 137                                     | Sander Armée (BEL)        | 86è         |
| Director esportiu: Christian Guiberteau |                           |             |

| EF Education-EasyPost EFE                  | EF Education-EasyPost EFE     | EF Education-EasyPost EFE |
| ------------------------------------------ | ----------------------------- | ------------------------- |
| Núm                                        | Ciclista                      | Pos                       |
| 141                                        | Diego Camargo Pineda (COL)    | 64è                       |
| 142                                        | Esteban Chaves Rubio (COL)    | 44è                       |
| 143                                        | Hugh Carthy (GBR)             | 27è                       |
| 144                                        | Odd Christian Eiking (NOR)    | NP-6                      |
| 145                                        | Merhawi Kudus (ERI)           | 50è                       |
| 146                                        | Neilson Powless (USA)         | NP-6                      |
| 147                                        | Jonathan Caicedo Cepeda (ECU) | DNF-7                     |
| Director esportiu: Juan Manuel Gárate Cepa |                               |                           |

| Arkéa-Samsic ARK                 | Arkéa-Samsic ARK           | Arkéa-Samsic ARK |
| -------------------------------- | -------------------------- | ---------------- |
| Núm                              | Ciclista                   | Pos              |
| 151                              | Nairo Quintana Rojas (COL) | 4t               |
| 152                              | Élie Gesbert (FRA)         | 68è              |
| 153                              | Anthony Delaplace (FRA)    | DNF-6            |
| 154                              | Miguel Flórez López (COL)  | DNF-6            |
| 155                              | Hugo Hofstetter (FRA)      | DNF-7            |
| 156                              | Winner Anacona Gómez (COL) | 65è              |
| 157                              | Łukasz Owsian (POL)        | 39è              |
| Director esportiu: Yvon Ledanois |                            |                  |

| Lotto-Soudal LTS                  | Lotto-Soudal LTS        | Lotto-Soudal LTS |
| --------------------------------- | ----------------------- | ---------------- |
| Núm                               | Ciclista                | Pos              |
| 161                               | Thomas De Gendt (BEL)   | DNF-3            |
| 162                               | Harm Vanhoucke (BEL)    | DNF-6            |
| 164                               | Filippo Conca (ITA)     | DNF-6            |
| 165                               | Matthew Holmes (GBR)    | NP-5             |
| 166                               | Viktor Verschaeve (BEL) | DNF-6            |
| 167                               | Sylvain Moniquet (BEL)  | 29è              |
| Director esportiu: Maxime Monfort |                         |                  |

| Team BikeExchange-Jayco BEX   | Team BikeExchange-Jayco BEX   | Team BikeExchange-Jayco BEX |
| ----------------------------- | ----------------------------- | --------------------------- |
| Núm                           | Ciclista                      | Pos                         |
| 171                           | Simon Yates (GBR)             | NP-4                        |
| 172                           | Michael Matthews (AUS)        | DNF-3                       |
| 173                           | Damien Howson (AUS)           | 33è                         |
| 174                           | Kaden Groves (AUS)            | 71è                         |
| 175                           | Michael Hepburn (AUS)         | DNF-6                       |
| 176                           | Christopher Juul-Jensen (DEN) | 79è                         |
| 177                           | Callum Scotson (AUS)          | 51è                         |
| Director esportiu: Gene Bates |                               |                             |

| Team DSM DSM                    | Team DSM DSM              | Team DSM DSM |
| ------------------------------- | ------------------------- | ------------ |
| Núm                             | Ciclista                  | Pos          |
| 181                             | Mark Donovan (GBR)        | NP-6         |
| 182                             | Casper Pedersen (DEN)     | DNF-7        |
| 183                             | Romain Combaud (FRA)      | NP-4         |
| 184                             | Henri Vandenabeele (BEL)  | 34è          |
| 185                             | Marius Mayrhofer (GER)    | DNF-3        |
| 186                             | Jonas Hem Hvideberg (NOR) | DNF-7        |
| 187                             | Marco Brenner (GER)       | DNF-4        |
| Director esportiu: Luke Roberts |                           |              |

| Equipo Kern Pharma EKP                   | Equipo Kern Pharma EKP           | Equipo Kern Pharma EKP |
| ---------------------------------------- | -------------------------------- | ---------------------- |
| Núm                                      | Ciclista                         | Pos                    |
| 191                                      | José Félix Parra (ESP)           | DNF-6                  |
| 192                                      | Urko Berrade (ESP)               | NP-6                   |
| 193                                      | Héctor Carretero Milla (ESP)     | DNF-7                  |
| 194                                      | Raúl García Pierna (ESP)         | 74è                    |
| 195                                      | Jaime Castrillo (ESP)            | DNF-6                  |
| 196                                      | Francisco Galván Fernández (ESP) | 59è                    |
| 197                                      | Roger Adrià Oliveras (ESP)       | 73è                    |
| Director esportiu: Juan José Oroz Ugalde |                                  |                        |

| Uno-X Pro Cycling Team UXT          | Uno-X Pro Cycling Team UXT       | Uno-X Pro Cycling Team UXT |
| ----------------------------------- | -------------------------------- | -------------------------- |
| Núm                                 | Ciclista                         | Pos                        |
| 201                                 | Tobias Halland Johannessen (NOR) | 7è                         |
| 202                                 | Anthon Charmig (DEN)             | DNF-6                      |
| 203                                 | Idar Andersen (NOR)              | DNF-7                      |
| 204                                 | Torstein Træen (NOR)             | 9è                         |
| 205                                 | Jonas Gregaard Wilsly (DEN)      | 22è                        |
| 206                                 | Jacob Hindsgaul Madsen (DEN)     | 90è                        |
| 207                                 | Torjus Sleen (NOR)               | DNF-6                      |
| Director esportiu: Stig Kristiansen |                                  |                            |

| Caja Rural-Seguros RGA CJR                       | Caja Rural-Seguros RGA CJR     | Caja Rural-Seguros RGA CJR |
| ------------------------------------------------ | ------------------------------ | -------------------------- |
| Núm                                              | Ciclista                       | Pos                        |
| 211                                              | Jhojan García (COL)            | 75è                        |
| 212                                              | Michal Schlegel (CZE)          | 88è                        |
| 213                                              | Fernando Barceló Aragón (ESP)  | 38è                        |
| 214                                              | Mikel Nieve Iturralde (ESP)    | DNF-4                      |
| 215                                              | Álvaro Cuadros (ESP)           | DNF-3                      |
| 216                                              | Joel Nicolau Beltran (ESP)     | 70è                        |
| 217                                              | Eduard Prades i Reverter (ESP) | DNF-7                      |
| Director esportiu: José Miguel Fernández Reviejo |                                |                            |

| Euskaltel-Euskadi EUS                | Euskaltel-Euskadi EUS          | Euskaltel-Euskadi EUS |
| ------------------------------------ | ------------------------------ | --------------------- |
| Núm                                  | Ciclista                       | Pos                   |
| 221                                  | Mikel Bizkarra Etxegibel (ESP) | 89è                   |
| 222                                  | Luis Ángel Maté Mardones (ESP) | DNF-7                 |
| 223                                  | Gotzon Martín (ESP)            | 55è                   |
| 224                                  | Joan Bou (ESP)                 | 80è                   |
| 225                                  | Unai Cuadrado (ESP)            | 87è                   |
| 226                                  | Carlos Canal Blanco (ESP)      | 48è                   |
| 227                                  | Antonio Jesús Soto (ESP)       | 82è                   |
| Director esportiu: Jorge Azanza Soto |                                |                       |

| Burgos-BH BBH                         | Burgos-BH BBH               | Burgos-BH BBH |
| ------------------------------------- | --------------------------- | ------------- |
| Núm                                   | Ciclista                    | Pos           |
| 231                                   | Daniel Navarro García (ESP) | 18è           |
| 232                                   | Óscar Cabedo (ESP)          | DNF-6         |
| 233                                   | Jetse Bol (NED)             | 61è           |
| 234                                   | Alex Molenaar (NED)         | DNF-7         |
| 235                                   | Adrià Moreno Sala (ESP)     | DNF-7         |
| 236                                   | Ander Okamika (ESP)         | 83è           |
| 237                                   | Manuel Peñalver (ESP)       | DNF-7         |
| Director esportiu: Rubén Pérez Moreno |                             |               |